# Do What You Like
Do What You Like è il secondo singolo del gruppo musicale dance pop French Affair, pubblicato il 27 marzo 2000 dall'etichetta discografica RCA.
Ha riscosso un buon successo, pur non replicando gli eclatanti risultati del precedente singolo My Heart Goes Boom (La Di Da Da), anch'esso estratto dall'album Desire.
La canzone è stata scritta e prodotta dai French Affair.

## Tracce
CD-Maxi (RCA 74321 75344 2 (BMG) / EAN 0743217534424)
1. Do What You Like (Radio Version) - 3:51
2. Do What You Like (X-Tended Club Version) - 5:05
3. Do What You Like (I Like House RMX) - 6:04
4. My Heart Goes Boom (La Di Da Da) (Radio Version) - 3:39

## Classifiche
| Classifica (2000) | Posizione raggiunta |
| ----------------- | ------------------- |
| Austria           | 11                  |
| Svizzera          | 29                  |
| Svizzera          | 34                  |